# Elina Brotherus
Elina Anneli Brotherus, född den 29 april 1972 i Helsingfors, är en fotokonstnär från Finland.
Brotherus arbetar bland annat med fotografiska självporträtt.
Brotherus är utbildad vid Konstindustriella högskolan 1995–2000, och tog där magisterexamen i konst 2000. Hon har även en fil. mag. med huvudämne analytisk kemi från Helsingfors universitet. Hennes första egna utställning ägde rum 1998, och mellan 1999 och 2000 verkade hon i Paris, där hon snabbt gjorde sig ett namn internationellt. Hon tilldelades 2001 Fotofinlandiapriset och fick år 2004 Carnegie Art Award-stipendiet för unga konstnärer. År 2012 belönades hon med Pro Finlandia-medaljen.
| ”                                                     | Elina Brotherus får Carnegiestipendiet på 100.000 kronor för två videoverk. Sambandet mellan verken och målning är klarlagt genom deras klassiska temata (självporträtt, nakna badande i ett nordiskt landskap) och genom den avsiktliga användningen av ljus och av bildernas torkningsprocess. Brotherus sätter målningens statiska tidsperspektiv (markeringar på duk) mot den rörliga bildens dynamiska tid. | „ |
| – Prismotivering av juryn för Carnegie Art Award 2004 | |   |